# Mareike Maage

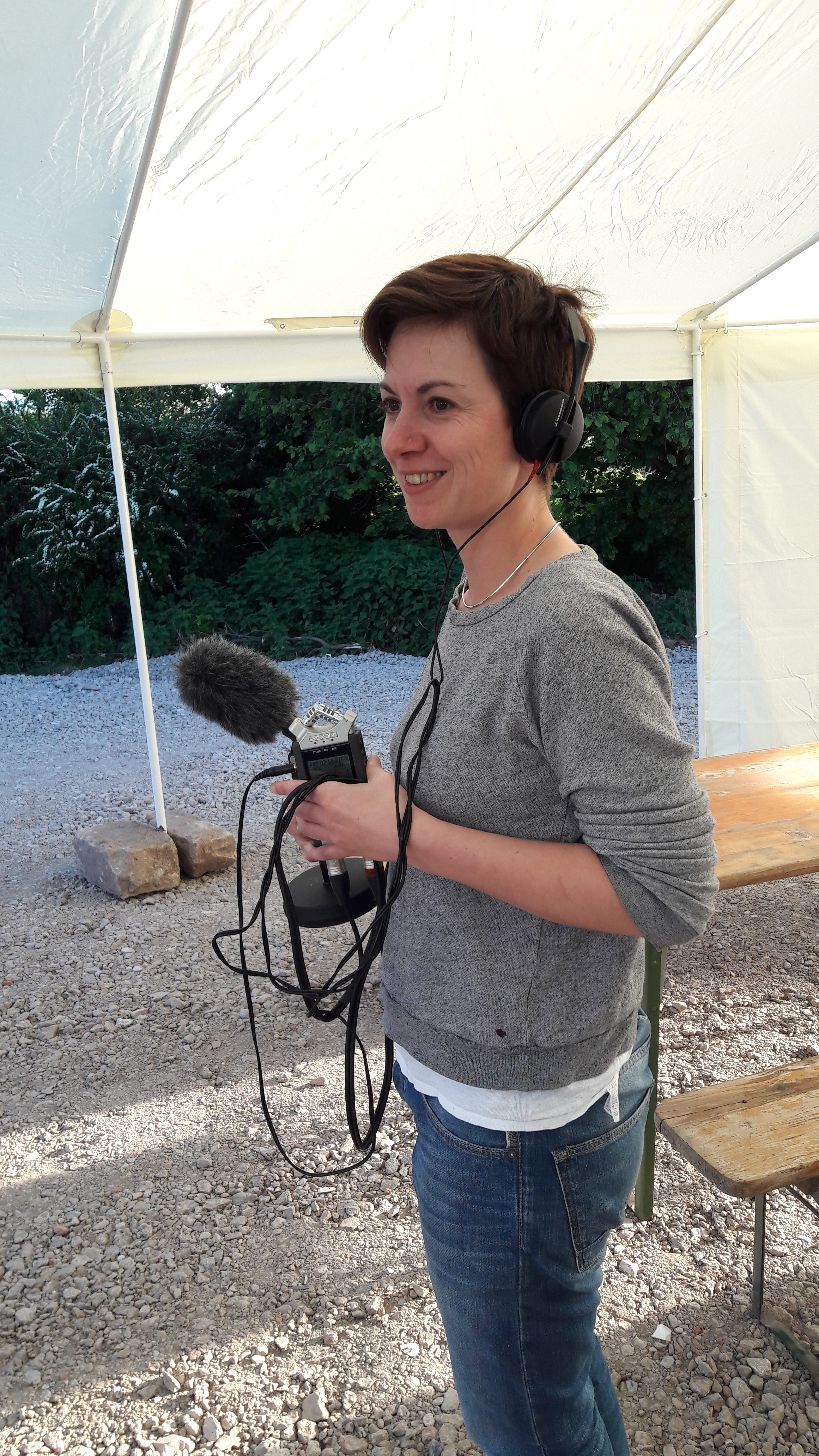
Mareike Maage (2017)

Mareike Maage (* 1979 in Hannover) ist eine deutsche Künstlerin und Hörfunkautorin.

## Berufliche Entwicklung
Mareike Maage studierte Freie Kunst an der Bauhaus-Universität Weimar. Studienaufenthalte führten sie nach Nagoya und Tokio. Ab 2007 war sie künstlerische Mitarbeiterin an der Professur Experimentelles Radio an der Bauhaus-Universität Weimar. Von 2007 bis heute ist sie freie Autorin für verschiedene Rundfunkanstalten. Seit 2013 ist sie Redakteurin beim rbb. Daneben kuratiert sie auch Ausstellungen. Seit 1. März 2022 ist sie Redaktionsleiterin Hörspiel, Feature und Essay beim SWR.

## Radio-Features (Auswahl)
- Sieben Trappen. Ein deutsches Panorama. Deutschlandfunk Kultur/RBB 2018[3]
- Robert Wilsons Watermill. RBB 2016
- Ein Strauß Nilpferde. Die Unmöglichkeit des Charles Fort. Von Mareike Maage und Dietmar Dath. WDR 2015
- Gute Tante Arbeitsamt. Vom Leben einer Institution. NDR/DLF 2013
- Idee und Realisation. WDR 2008

## Hörspiel
- Buch: A.I.R. Artificial Intelligence Rebellion. Von Mareike Maage und Theresa Schubert. Mit Christian Erdt, Therasa Greim, Sebastian Weber, Julia Riedler, Brigitte Hobmeier und Edmund Telgenkämper. Musik und Regie: Lorenz Schuster. BR 2018[4]
- Buch und Regie: K für Kunst. RBB 2016[5]
- Buch: Möglichkeiten. DRS 2010[6]
- Buch: Die Antilopenverlobung. Von Dietmar Dath und Mareike Maage. Mit Cathlen Gawlich, Eva Verena Müller, Marc Hosemann, Andreas Grothgar, Frank Genser, Edda Fischer, Sigrid Burkholder, Jörg Hartmann und Stephanie Eidt. Regie: Leonhard Koppelmann. BR Hörspiel und Medienkunst 2013. Als Podcast/Download im BR Hörspiel Pool.[7]

## Podcast
- Kunst und Politik. Von documenta bis Restitution. Vier Folgen Kunst und Politik von Ralf Homann und Mareike Maage. RBB 2021.[8]